# Nordwin College
Nordwin College, voorheen AOC Friesland was een regionaal opleidingencentrum voor aan voeding-, natuur- en milieugerelateerde opleidingen in de Nederlandse provincie Friesland. Het college van bestuur bevond zich tot de fusie met Aeres in Leeuwarden en de onderwijslocaties waren verspreid over Buitenpost, Heerenveen, Leeuwarden en Sneek. 
De organisatie van het Nordwin College bestond uit vier pijlers, te weten:
- vmbo Groen
- mbo Groen
- Scholing
- Evenementen

## Geschiedenis
Het agrarisch opleidingscentrum AOC Friesland ontstond op 1 augustus 1990 door een fusie van tien plaatselijke landbouwscholen in Friesland. De bundeling van het lager en middelbaar agrarisch onderwijs in de provincie Friesland was daardoor een feit, de hoofdvestiging van AOC Friesland bevond zich in Leeuwarden.
Achter het bestaande gebouw van het AOC aan de Jansoniusstraat werd in 1995 een nieuw complex voor agrarisch onderwijs in Leeuwarden geopend, ontworpen door atelier PRO uit Den Haag, waarin ook het hoger agrarisch onderwijs van de provincies Friesland en Groningen (Van Hall Instituut) werd ondergebracht.
In september 2012 werd de naam gewijzigd in Nordwin College. Een nieuwe koers en profilering op duurzaamheid en vergroening waren de aanleiding voor deze naamswijziging. De betekenis van de naam Nordwin is 'vriend uit het noorden'. Anno 2012 werkten bij Nordwin College (vmbo, mbo en Cursus & Contract) 410 medewerkers en volgden zo'n 3000 leerlingen en studenten onderwijs op vijf verschillende locaties: Leeuwarden (2), Sneek, Buitenpost en Heerenveen.

## Fusie met Aeres
In 2017 werd duidelijk dat Nordwin College op de lange termijn niet meer zelfstandig zou kunnen blijven. De school kwam onder financieel toezicht van de Onderwijsinspectie. In dat jaar is onderzoek gestart naar een mogelijke fusiepartner. Uit dat onderzoek kwam Aeres als passende partner naar voren. In het voorjaar van 2020 beëindigde de Onderwijsinspectie het intensieve toezicht en gaf toenmalig onderwijsminister Ingrid van Engelshoven groen licht voor een fusie met Aeres, nu aanbieder van ‘groen’ onderwijs in Midden- en Noord-Nederland.
Vanaf 1 juni 2020 is Nordwin College gefuseerd met Aeres en met ingang van het schooljaar 2021-2022 zijn beide als één AOC verder gegaan onder de naam Aeres met één raad van bestuur en raad van toezicht.